# Soumrak dne
Soumrak dne (v originále The Remains of the Day) je román britského spisovatele japonského původu Kazuo Ishigura oceněný v roce 2018 Nobelovou cenou. Kniha byla vydána v roce 1989, přičemž za ni v tom samém roce byla udělena Bookerova cena za literaturu. Filmová adaptace románu z roku 1993, s Anthonym Hopkinsem a Emmou Thompsonovou v hlavních rolích, byla nominována na osm Oskarů.
Ishiguro příběh vypráví ich-formou, stejně jako své dva předchozí romány. Hlavním hrdinou je majordomus Stevens. V románu se často přítomnost střídá s minulostí, když postarší Stevens prohlíží svůj deník a jeho zápisky čtenáře pomocí flashbacků přenesou o do různých momentů jeho života. Převážná část díla popisuje jeho profesní a osobní vztah s hospodyní a bývalou kolegyní, slečnou Kentonovou.

## Obsah
Soumrak dne vypráví ich-formou příběh Stevense, anglického majordoma, který svůj život zasvětil službám Lorda Darlingtona (podrobnosti jsou popsány pomocí flashbacků). Román začíná v momentě, kdy Stevens obdrží dopis od bývalé spolupracovnice a hospodyně, slečny Kentonové. V dopise mu píše o tom, jak se jí daří v manželství, a Stevens vytuší, že není zrovna šťastná.
Dopis Stevens obdrží ve chvíli, kdy má zároveň šanci na to, že se s paní Kentonovou znovu setká. Stevensův nový zaměstnavatel, zámožný pan Farraday, mu půjčí auto a pošle ho na zaslouženou dovolenou. Stevens si udělá výlet a při té příležitosti si domluví setkání se slečnou Kentonovou, nyní již paní Bennovou, v jejím současném bydlišti Devonu.
Když Stevens vyráží na cestu, přemýšlí o své neotřesitelné loajalitě vůči Lordu Darlingtonovi. Ten ve svém domě pořádal okázalá setkání přívrženců Němců a anglických artistokratů, ve snaze ovlivnit mezinárodní dění v době před 2. světovou válkou. Stevens přemýšlí o důstojnosti, o tom, co dělá dobrého majordoma, a o svém zesnulém otci, který také prožil život ve službách někoho jiného. Když se Stevens ohlíží zpátky, je nucen přehodnotit povahu a reputaci Lorda Darlingtona, stejně jako svůj vztah ke slečně Kentonové. Důkazy o dřívější náklonnosti a vzájemné přitažlivosti Stevense a slečny Kentonové jsou v knize čím dál zřetelnější.
V době, kdy spolu Stevens a slečna Kentonová pracovali, si nedali najevo, co k sobě doopravdy cítí. Z jejich rozhovorů čtenář cítí profesionální přátelství, které občas hraničí s romancí, avšak dvojice nedovolí, aby se jejich vztah změnil v něco víc. Obzvláště Stevens je velmi zatvrzelý a ani v momentě, kdy se mu slečna Kentonová snaží přiblížit, nevyjde ze své role.
Po dvaceti letech se znova setkávají, tentokrát jako pan Stevens a paní Bennová. Ta přiznává, že občas přemýšlela nad tím, jak by vypadal život se Stevensem. Nakonec si ale ke svému muži našla cestu a nyní se už oba těší na první vnouče. Stevens později přemýšlí o promarněných šancích, ať už se slečnou Kentonovou či s Lordem Darlingtonem, který nejspíš nebyl hoden jeho nesobecké oddanosti. Na konci románu se Steven soustředí na "soumrak (jeho) dne", tedy zbytek jeho života, který stráví ve službách u pana Farradaye.

## Postavy
- Stevens (ve filmové adaptaci James Stevens) – vypravěč, anglický majordomus v Darlington Hall, oddaný sluha s vysokými standardy, obzvláště lpící na důstojnosti, jeho křestní jméno kniha nikdy nezmíní
- Slečna Kentonová – hospodyně v Darlington Hall, později paní Bennová
- Lord Darlington – majitel Darlington Hall, jehož marné snahy při jednáních anglických a německých diplomatů způsobily jeho společenský úpadek
- William Stevens (pan Stevens starší) – Stevensův otec, který ve svých 72 letech pracuje jako jeho podřízený a při konferenci v Darlington Hall dostane mozkovou mrtvici, jeho syn v té době zároveň obsluhuje a zároveň odbíhá k otci
- Pan Farraday – nový americký zaměstnavatel Stevense
- Senátor Lewis – americký senátor, který Lorda Darlingtona kritizuje za jeho politické "amatérství"

## Témata
Mezi nejdůležitější témata románu patří důstojnost, sociální zábrany, oddanost a přesvědčení, láska a vztahy, vzpomínky a perspektiva.

## Přijetí
Soumrak dne je jeden z nejrespektovanějších poválečných britských románů. V roce 1989 za ni byla udělena Bookerova cena, jedna z nejprestižnějších literárních cen v anglicky mluvícím světě. Na žebříčku nejlepších anglických románů dvacátého století, který sestavil Brian Kunde ze Stanfordovy univerzity, se kniha umístila na 146. místě. V roce 2007 byl Soumrak dne uveden v deníku The Guardian na seznamu "Knížek, bez kterých nemůžete žít" a v roce 2009 poté v seznamu "1000 románů, které všichni musí přečíst".